# شتیون، او-دو-سن
شهر شتیون، او-دو-سن (به فرانسوی: Châtillon, Hauts-de-Seine) در شهرستان او-دو-سن در ناحیه ایل-دو-فرانس با جمعیت ۳۲٬۰۷۷ نفر در کشور فرانسه واقع شده‌است